# 正当防卫4
《正當防衛4》是一款由雪崩工作室開發、Square Enix發行的單人動作冒險遊戲。該遊戲為《正當防衛》系列的第四部作品，PlayStation 4及Xbox One版本于2018年12月4日发布，次日发售了Windows版本。

## 系統
《正當防衛4》是一款開放世界背景的第三人稱動作冒險遊戲。玩家在遊戲中將在此继续扮演系列主角瑞可·羅德里格茲（Rico Rodriguez）。

## 劇情
故事背景設定於一個名為「索里斯（Solis）」的虛構南美洲國家；美國特務瑞可·羅德里格茲組織反抗軍來一同對付獨裁者奧斯卡‧艾斯比諾沙（Oscar Espinosa）及由蓋布莉葉拉（Gabriela）為首的私人軍事組織「黑手（Black Hand）」，阻止艾斯比諾沙濫用尼科的父親所研製的天氣控制裝置作為武器。

## 外部連結
- 官方网站